# Dresden (Schiff, 1926)
Der Personendampfer Dresden ist das Flaggschiff der Sächsischen Dampfschiffahrt und das Schwesterschiff der Leipzig. Beide Schiffe sind die größten Raddampfer der Flotte. Es wurde mit der Baunummer 60 auf Kiel gelegt. Es ist das dritte Schiff, das diesen Namen trägt. Seit 1992 gehört es zum Bestand der Sächsischen Dampfschiffahrts GmbH & Co. Conti Elbschiffahrts KG und fährt auf der Oberelbe. Heimathafen sind die Anlegestellen am Terrassenufer in Dresden.

## Geschichte

### Die Zeit bei der SBDA bis 1945

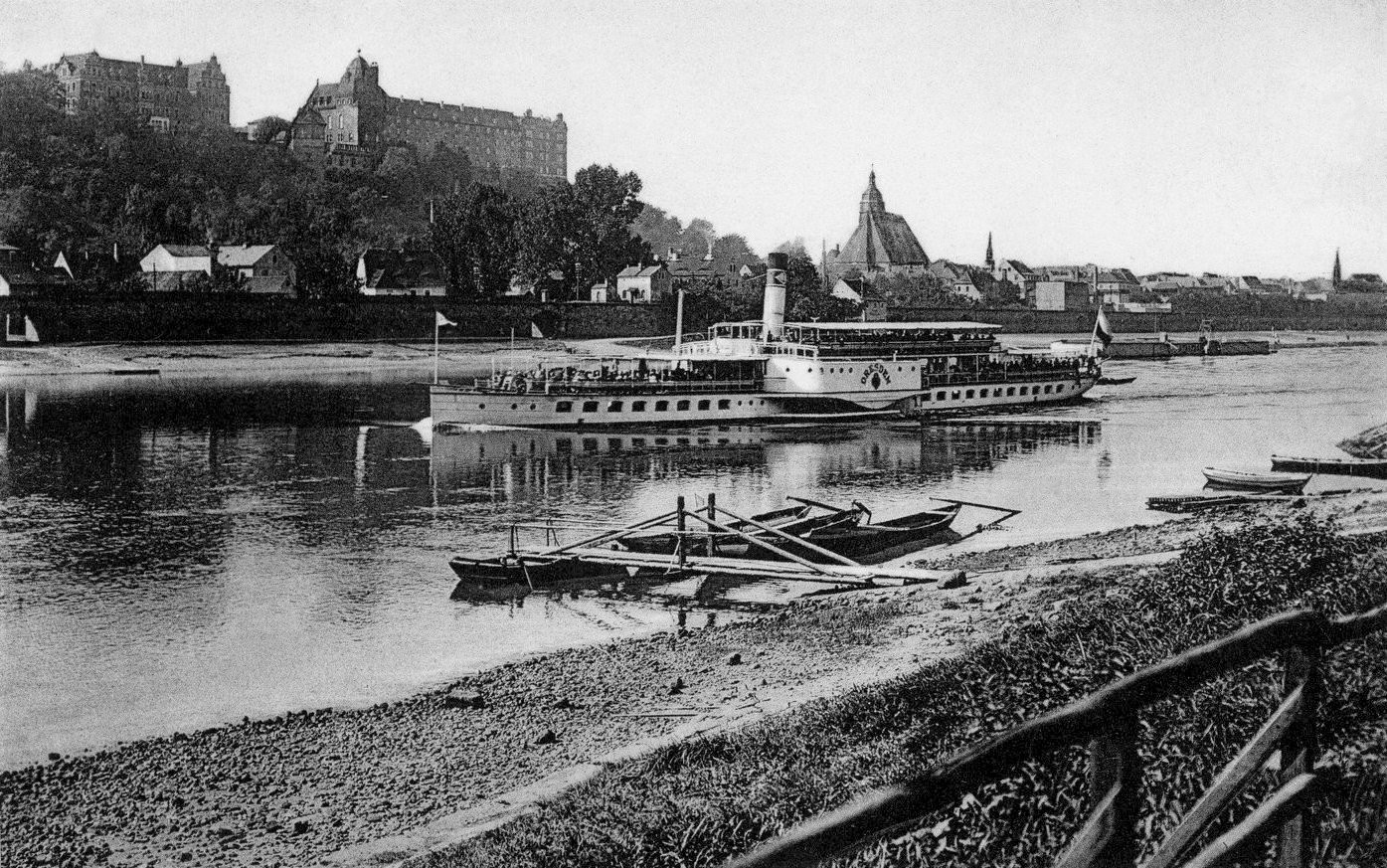
Raddampfer Dresden in Pirna

Erbaut wurde das Schiff 1926 in der Werft in Laubegast. Am 28. April 1926 erfolgte der Stapellauf und am 4. Juli 1926 die Indienststellung durch die Sächsisch-Böhmische Dampfschiffahrt, Aktiengesellschaft (SBDA). Im Gegensatz zu den bisher gebauten Schiffen, verkörperte die Dresden den „Rheintyp“, mit großen Fenstern statt der bisherigen Doppelfenster und einen großen Salon auf dem Achterdeck. Ausgerüstet war sie mit einem Flettner-Ruder und einer Dampfsteuermaschine. Gebaut wurde die Dampfsteuermaschine von der WUMAG, Abteilung Übigau, mit der Fabrik-Nr. 1801. Eingesetzt wurde die Dresden als Salonschiff. Ab 1936 wurde ein Salonzuschlag von 10 Pf. erhoben. Bei Konzertfahrten wurde ab 1936 ein Konzertzuschlag von 30 Pf. erhoben.
Im Sommer 1943 erhielt die Dresden wie alle Dampfer einen Tarnanstrich. Ab 1944 diente sie als Lazarettschiff. Anders als das Schwesterschiff Leipzig überstand das Schiff den Zweiten Weltkrieg ohne größere Schäden.

### Die Zeit nach 1945
Am 18. Juni 1946 brannte das Schiff, das im Loschwitzer Hafen lag, komplett aus. Ursache war wahrscheinlich eine brennende Kerze. Der Brand bewahrte das Schiff allerdings davor, als Reparationsleistung an die Sowjetunion abgegeben zu werden. Nach dem 1948 begonnenen Wiederaufbau, bei dem das Schiff einen Vorderdecksalon erhielt, konnte die Dresden am 7. Juli 1949 wieder in Dienst gestellt werden.

### Die Zeit beim VEB Weiße Flotte Dresden bis 1993
Die SBDA wurde am 1. Februar 1947 in Volkseigentum überführt und erhielt den Namen VEB Elbeschiffahrt Sachsen. Von 1950 bis 1957 gehörte sie zum VEB Deutsche Schiffahrts- und Umschlagszentrale (DSU). Nach deren Auflösung entstand 1957 der VEB Fahrgastschiffahrt und Reparaturwerft Dresden und ab 1967 der VEB Fahrgastschiffahrt Dresden.
1968 wurde das Schiff und die Maschine einer gründlichen Überholung unterzogen. Es erhielt neue Radkästen sowie ein neues Steuerhaus. Der Preiszuschlag für Konzertfahrten beträgt 1978 50 Pf.
Nach einer Havarie mit dem tschechischen Schlepper Sumava am 1. Juni 1978, verursacht durch den Ausfall der Ruderanlage des Schleppers, erfolgte von 1979 bis 1982 eine umfangreiche Überholung auf der Bauwerft in Laubegast. Am 9. April 1982 wurde das Schiff wieder in Dienst gestellt.
Am 27. April 1989 fuhr die Dresden zum 800-jährigen Jubiläum des Hamburger Hafens in die Partnerstadt; ein Grußschreiben des Dresdner Oberbürgermeisters Wolfgang Berghofer an die Hamburger Bürger mit an Bord. Ankunft der Dresden in Hamburg war der 3. Mai 1989. Das Schiff diente während des Festes als schwimmendes Restaurant.

#### Trivia
Anfang Juni 1984 besuchte  der nordkoreanische Diktator Kim Il-sung während seines Staatsbesuchs in der DDR die Stadt Dresden und die Sächsische Schweiz. Die Fahrt mit dem Raddampfer Dresden gefiel ihm dabei so gut, dass er nach Zeichnungen aus Laubegast in Nordkorea einen Nachbau des Schwesterschiffs Leipzig mit dem Namen 평양 (Pjöngjang) bauen ließ, der in Pjöngjang vor Anker liegt.

### Die Zeit bei der Sächsischen Dampfschiffahrt
Wie sieben weitere Dresdner Dampfer wurde der Raddampfer Dresden nach der Wende auf der Schiffswerft Laubegast generalüberholt. Am 3. Dezember 1992 wurde das Schiff in Laubegast an Land genommen. Am 27. Mai 1993 wurde die Dresden, nach erfolgreicher Probefahrt, als erstes rekonstruiertes Schiff der Reederei übergeben. Seitdem ist sie wieder für die Sächsische Dampfschiffahrt im Einsatz.
Die Dresden ist für 628 Passagiere zugelassen. In den verschiedenen Innenräumen sind 173 Tischplätze eingerichtet. An Deck befinden sich 232 Plätze, davon 208 überdacht.

## Die Dampfmaschine
Die Dampfmaschine ist eine schrägliegenden Zweizylinder-Heißdampf-Verbund-Dampfmaschine mit Einspritzkondensation und Ventilsteuerung der Bauart Lenz, die eine Leistung von 300 PS erbringt. Gebaut wurde sie, wie auch der Zwei-Flammrohr-Zylinderkessel, von der WUMAG, Abteilung Schiffswerft Übigau mit der Bau-Nr. 1815. Die Dampfmaschine wirkt auf zwei seitliche Schaufelräder mit 3,20 m Durchmesser, die über neun bewegliche Stahlschaufeln verfügen. Zur Stromerzeugung dienen zwei Dampfturbinen, hergestellt vom Bekawerk Liske & Co. aus Leipzig.
1993 wurde ein neuer Dampfkessel mit 14 bar Dampfdruck, von Dampfkesselbau Übigau eingebaut. Die Feuerung wurde auf eine automatische Ölfeuerung umgestellt.

## Galerie

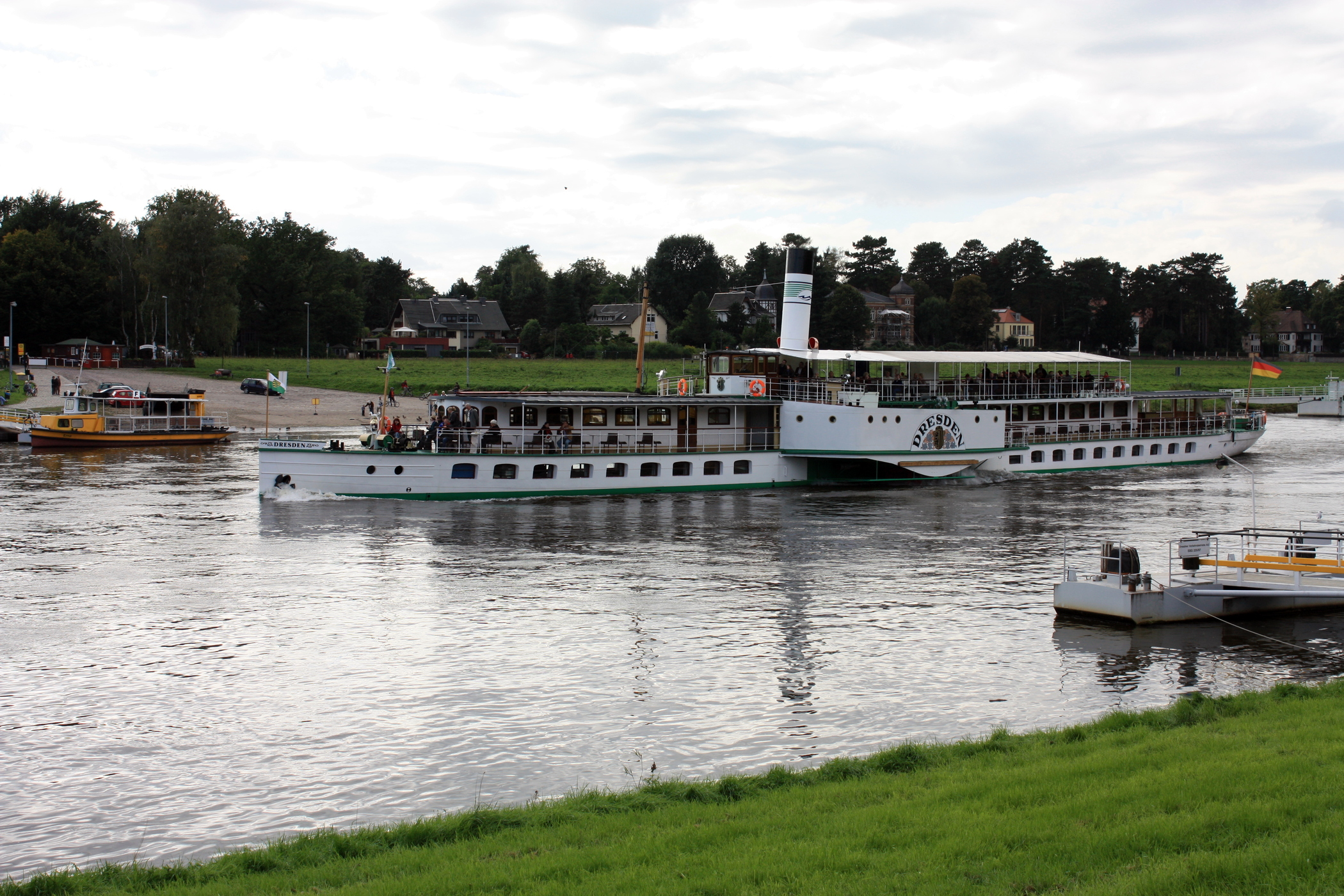
2010 in Pillnitz km 43,49
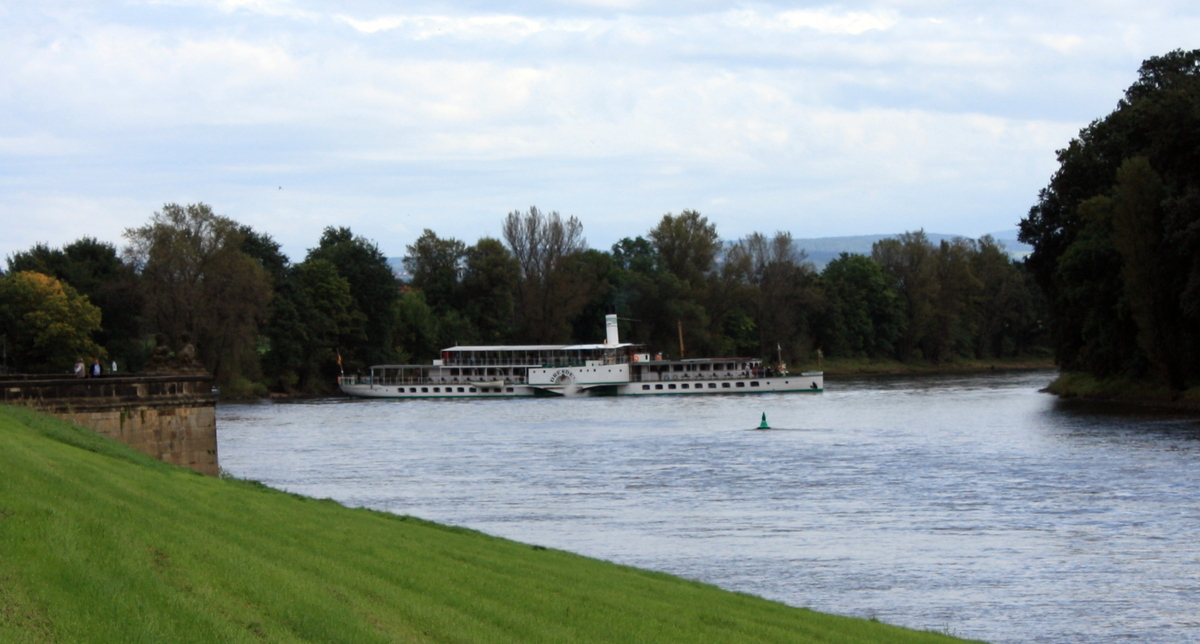
2010 in Pillnitz beim Wenden
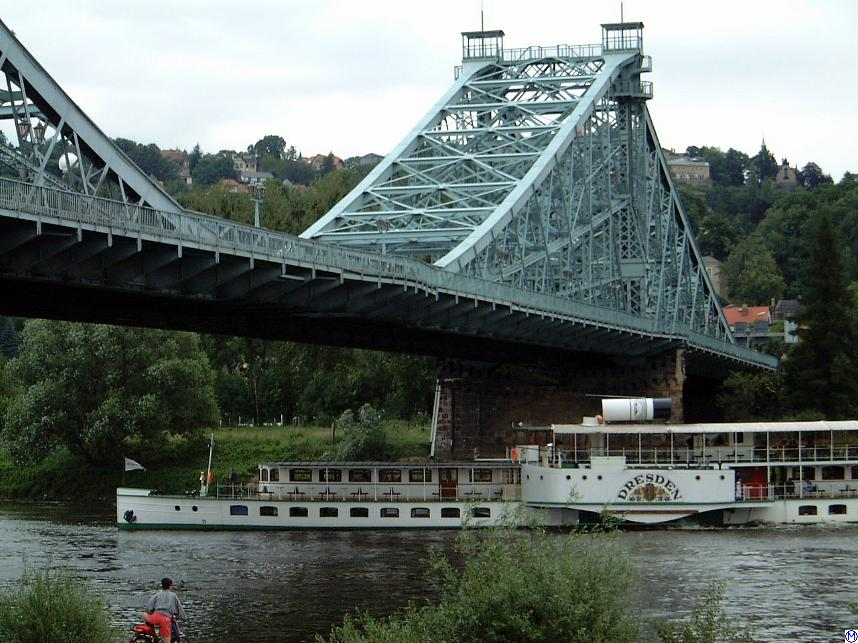
Unter dem Blauen Wunder in Dresden-Loschwitz
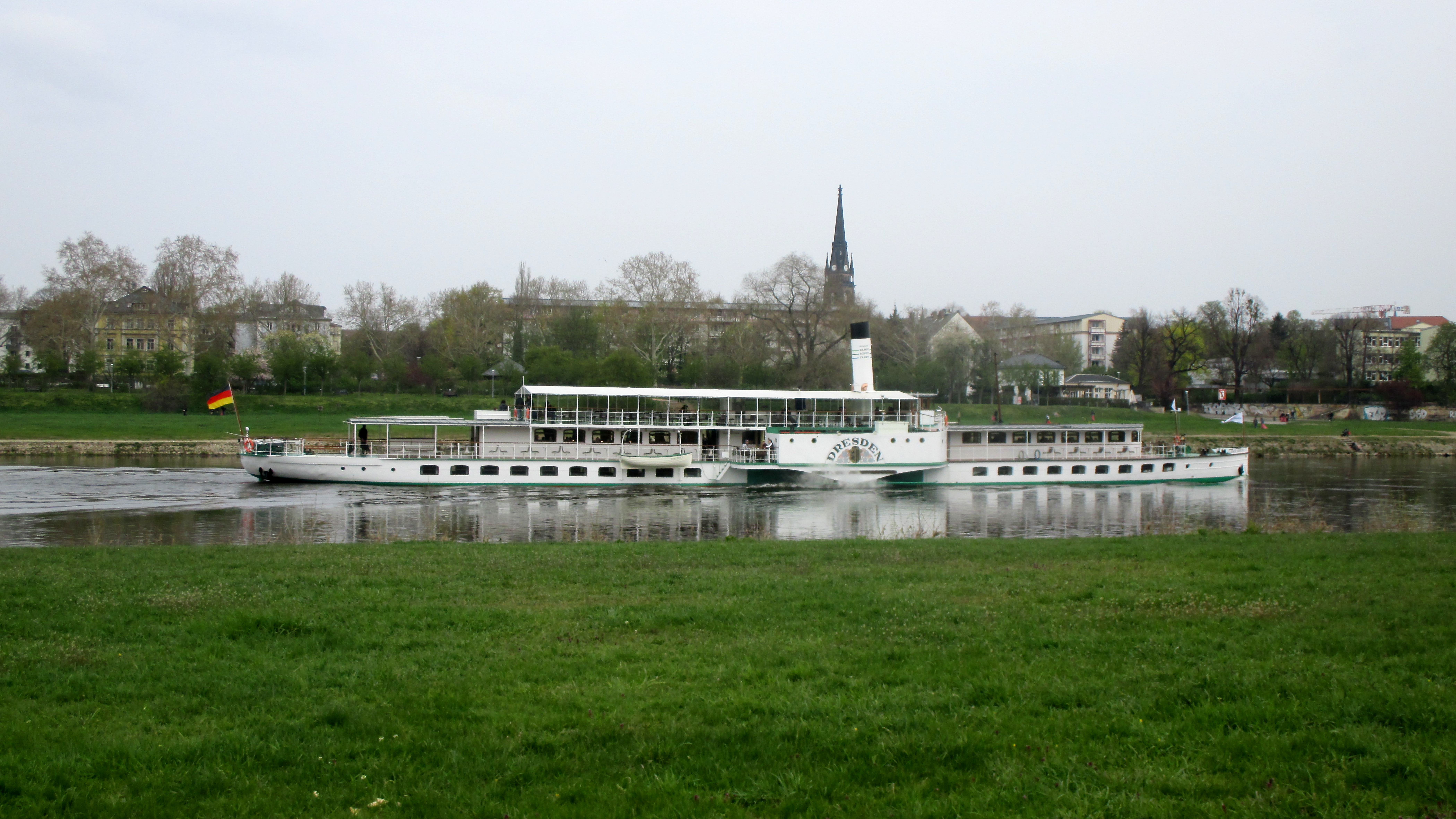
Schiff Dresden – Höhe Sachsenplatz Dresden